# Xã Washington, Quận Elkhart, Indiana
Xã Washington (tiếng Anh: Washington Township) là một xã thuộc quận Elkhart, tiểu bang Indiana, Hoa Kỳ. Năm 2010, dân số của xã này là 6.945 người.